# Ma Junwu
Ma Junwu (馬君武, 17 juillet 1881 – 1er août 1940) est un scientifique, traducteur et pédagogue chinois, qui fut le premier président de l'université du Guangxi.

## Biographie
Ma Junwu est né à Guilin en 1881 et étudie dans l'une des nouvelles écoles ouvertes pour enseigner l'éducation supérieure. Il se rend plus tard à Shanghai pour étudier le français à l'université l'Aurore. Avec un ami, il fonde une société d'édition et de traduction. De 1902 à 1903, il se rend au Japon où il rencontre Sun Yat-sen et devient membre de son parti. En 1907, il part étudier à Berlin où il reçoit un diplôme de métallurgie en 1911. Après avoir servi dans diverses fonctions de la République de Chine, il retourne à Berlin en 1914 pour étudier l'agriculture chimique et retourne en Chine avec son doctorat en poche en 1916. Il exerce de nouveau plusieurs fonctions dans les ministères tout en reprenant l'enseignement. 

## Traductions
- Sur la liberté de John Stuart Mill
- Les Droits de la femme d'Olympe de Gouges
- Les Îles de Grèce de Lord Byron
- Grundriss der politischen Ökonomie
- Die Welträtsel de Ernst Haeckel
- De l'origine des espèces et La Filiation de l'homme de Charles Darwin

## Littérature
- Ma Junwu wenxuan 馬君武文選, Guangxi shifan daxue chubanshe, Guilin, 2000